# Neotheronia
Neotheronia är ett släkte av steklar. Neotheronia ingår i familjen brokparasitsteklar.

## Dottertaxa tillNeotheronia, i alfabetisk ordning[1]
- Neotheronia abramsae
- Neotheronia alfaroae
- Neotheronia amphimelaena
- Neotheronia angulata
- Neotheronia apicalis
- Neotheronia apicina
- Neotheronia apicipennis
- Neotheronia aurata
- Neotheronia aurulenta
- Neotheronia austera
- Neotheronia bicincta
- Neotheronia bostrandae
- Neotheronia brandtae
- Neotheronia buccata
- Neotheronia castanea
- Neotheronia charli
- Neotheronia cherfasi
- Neotheronia chiriquensis
- Neotheronia coaequata
- Neotheronia columbiensis
- Neotheronia concolor
- Neotheronia costata
- Neotheronia cristata
- Neotheronia cyrusi
- Neotheronia donovani
- Neotheronia embolema
- Neotheronia excisa
- Neotheronia facialis
- Neotheronia fossulata
- Neotheronia fumosa
- Neotheronia fuscicornis
- Neotheronia hastata
- Neotheronia herrerai
- Neotheronia hespenheidei
- Neotheronia holmae
- Neotheronia impressa
- Neotheronia interrupta
- Neotheronia jason
- Neotheronia jugaldei
- Neotheronia kohli
- Neotheronia kompassi
- Neotheronia kriechbaumeri
- Neotheronia laticeps
- Neotheronia lineata
- Neotheronia lizanoi
- Neotheronia lizzae
- Neotheronia lloydi
- Neotheronia longinoi
- Neotheronia mandibularis
- Neotheronia matamorosi
- Neotheronia melanocera
- Neotheronia mellosa
- Neotheronia mesoxantha
- Neotheronia montezuma
- Neotheronia murilloi
- Neotheronia nigrolineata
- Neotheronia nubecula
- Neotheronia obesa
- Neotheronia oxyodus
- Neotheronia pilosa
- Neotheronia radialis
- Neotheronia roraria
- Neotheronia rosai
- Neotheronia ruwenzorica
- Neotheronia schoenachii
- Neotheronia septemtrionalis
- Neotheronia submarginata
- Neotheronia surinamensis
- Neotheronia tacubaya
- Neotheronia tenuis
- Neotheronia terebratrix
- Neotheronia tolteca
- Neotheronia tricolor
- Neotheronia tuberculata
- Neotheronia vallata
- Neotheronia veles